# Eupithecia segnis
Eupithecia segnis är en fjärilsart som beskrevs av William Schaus 1929. Eupithecia segnis ingår i släktet Eupithecia och familjen mätare. Inga underarter finns listade i Catalogue of Life.